# La mosca
La mosca (The Fly) è un film di fantascienza del 1986 con elementi horror, diretto e co-sceneggiato da David Cronenberg. È interpretato da Jeff Goldblum, Geena Davis e John Getz. Il film racconta di uno scienziato eccentrico che, dopo che uno dei suoi esperimenti è andato storto, si trasforma lentamente in una creatura ibrida.
La pellicola è un remake de L'esperimento del dottor K. (1958), entrambi tratti dal racconto La mosca (The Fly, 1957) di George Langelaan. Appartiene al filone del cosiddetto "body horror". È uscito nelle sale statunitensi il 15 agosto 1986; in quelle italiane, dopo l'anteprima nazionale a Milano il 26 novembre dello stesso anno, fu distribuito dall'8 gennaio 1987.
Divenuto un film di culto, ha avuto grande successo di critica e pubblico, con elogi principalmente per quanto riguarda gli effetti speciali e la performance di Goldblum. Ha incassato 60,6 milioni di dollari al botteghino contro il suo budget di 9 milioni di dollari, diventando il più grande successo commerciale della carriera di Cronenberg. Ha vinto l'Oscar al miglior trucco 1987, assegnato ai truccatori Chris Walas (poi regista del sequel La mosca 2) e Stephan Dupuis.
La tagline, "Abbi paura. Abbi molta paura." ("Be afraid. Be very afraid."), divenne una delle più famose della storia del cinema e fu oggetto di parodie ed altri omaggi in numerose situazioni.

## Trama
Seth Brundle è un brillante e solitario scienziato che ha realizzato un sistema per il teletrasporto, costituito da un paio di sofisticate "telecapsule" e un avanzato computer. L'apparecchio funziona bene con gli oggetti, ma non con gli esseri viventi, che muoiono nel processo.
Ad un ricevimento scientifico Seth conosce Veronica "Ronnie" Quaife, giornalista di una nota rivista scientifica e la invita nel suo laboratorio, dove le mostra in veste privata la sua invenzione e teletrasporta una delle sue calze, convincendola che quella macchina può cambiare il mondo. Veronica registra parte della sua conversazione con lo scienziato e tenta di convincere il suo editore ed ex amante Stathis Borans a pubblicare il suo scoop; egli tuttavia si dimostra scettico. In seguito Seth e Veronica stipulano un patto: lui conserverà il segreto della sua macchina, mentre lei potrà registrare i suoi progressi in privato, finché non sarà riuscito a teletrasportare anche degli animali. I due sviluppano anche una relazione amorosa e, dopo la loro prima notte insieme, Seth perfeziona l’apparecchio, riuscendo a teletrasportare con successo un babbuino. A quel punto però, Veronica si allontana per discutere con Stathis.
Temendo che Veronica intenda riaccendere la relazione con l'ex compagno, Seth si ubriaca e, fuori di sé dalla gelosia, decide di teletrasportare sé stesso. Non si accorge però che, al momento del teletrasporto, una mosca si trovava con lui nella capsula. L'esperimento sembra avere comunque successo, tuttavia, col passare del tempo, Seth scopre di essere diventato più forte, resistente e sessualmente prestante di un normale uomo. Diventa anche però al contempo più aggressivo, mentre il suo corpo inizia lentamente a degenerare. Veronica si accorge di strani peli neri e duri sulla sua schiena e, dopo averli fatti esaminare, rivela a Brundle che non sono umani, ma di un qualche tipo di insetto. Sostiene quindi che durante il teletrasporto deve essergli successo qualcosa, ma l'uomo la caccia malamente, accusandola di volerlo sminuire. Si ricrede però poco dopo, notando che il suo corpo mostra segni di disfacimento sempre più gravi, come la perdita delle unghie e la crescita di strani peli facciali. Seth analizza quindi i dati del suo teletrasporto e scopre che il computer, non essendo stato programmato per teletrasportare due esseri viventi contemporaneamente, li ha fusi insieme, unendo il suo DNA umano con quello della mosca che si trovava con lui nella capsula. 
Nel corso delle settimane, Brundle si trasforma progressivamente in un ibrido uomo-mosca, capace di arrampicarsi sui muri e di sciogliere i cibi con una saliva corrosiva. Mostra inoltre istinti animali sempre più pericolosi e si ribattezza come Brundlemosca. Veronica scopre intanto con orrore di aspettare un figlio da Seth e decide di abortire, temendo che il bambino possa nascere "mutante". Viene però rapita da Seth, che le impedisce di farlo, in quanto il bambino sarebbe tutto ciò che rimarrebbe di lui e la conduce nel suo laboratorio.
Seth ha nel frattempo appreso dal computer che l'unico modo per ridurre la presenza del DNA di mosca nel suo corpo è quello di fondersi con altri esseri umani ed ha quindi preparato l'occorrente, collegando le due capsule per il teletrasporto ad una terza, che aveva conservato allo stadio di prototipo. Improvvisamente, Stathis Borans entra nel laboratorio con un fucile, per uccidere il mostro e salvare Veronica, ma Brundle lo assale, sciogliendogli la mano sinistra e il piede destro con la sua saliva corrosiva. Davanti alle suppliche di Veronica, Brundle rinuncia ad uccidere Borans, ma intende comunque unirsi per sempre con lei e il bambino col suo nuovo apparecchio. Mentre la donna fa resistenza, Seth completa la metamorfosi in uomo-mosca.
Il mostro spinge Veronica in una capsula ed entra nell'altra, ma, prima che il teletrasporto si attivi, Stathis riesce con fatica a sparare ai cavi del macchinario. La capsula in cui si trova Veronica va in corto e si disattiva, ma il processo di fusione si avvia comunque, fondendo Brundlemosca con la cabina stessa. Il mostruoso essere che ne risulta avanza in fin di vita verso Veronica, che imbraccia il fucile. Rivolgendole un ultimo sguardo per muoverla a compassione, si punta il fucile alla testa implorandola di porre fine alle sue sofferenze. Dopo qualche esitazione, Veronica gli spara un colpo alla testa, uccidendolo.

## Produzione

### Regia e sceneggiatura
L'idea del film era già nell'aria all'inizio degli anni ottanta quando il produttore Kip Ohman chiese allo sceneggiatore Charles Edward Pogue di leggere il racconto di George Langelaan e di vedere L'esperimento del dottor K. di Kurt Neumann (1958) per capire se ci fossero le basi per un remake di quest'ultimo adattabile ai nuovi canoni del cinema horror. Pogue ebbe l'intuizione di non replicare semplicemente la storia del film di Neumann, ma di trasformarla in un body horror incentrato sul tema della metamorfosi, sulla lenta trasformazione di un uomo in una gigantesca mosca, e cominciò a lavorare alla sceneggiatura. Nel suo trattamento erano presenti i personaggi dello scienziato Geoff Powell, di sua moglie Barbara, dell'imprenditore Philip DeWitt e dell'amico di quest'ultimo, Harry Chandler. Come ne L'esperimento del dottor K., anche nella storia di Pogue lo scienziato finiva per teletrasportarsi insieme alla mosca, ma stavolta il protagonista non si trasformava in un ibrido con la testa e la zampa di mosca, bensì in una mosca gigante attraverso un graduale processo di mutazione. Nell'epilogo della storia, DeWitt sottraeva la macchina del teletrasporto a Powell. Quest'ultimo lo seguiva nel suo ufficio, lo uccideva con il vomito di mosca e poi appiccava un incendio, distruggendo la sua stessa invenzione e morendo avvolto dalle fiamme.
Pogue coinvolse nel progetto il produttore Stuart Cornfeld, con il quale si recò negli studi della 20th Century Fox per mostrare la sceneggiatura. Lo script fu bocciato dalla Fox, tant'è che la casa di produzione minacciò di abbandonare il progetto. Cornfeld non si diede per vinto e convinse comunque la Fox a restare come distributore, mentre i soldi per la produzione vennero cercati altrove. L'unico a credere nel progetto fu la Brooksfilms di Mel Brooks, di cui Cornfeld era stato assistente nella produzione di The Elephant Man. Una volta salito a bordo del progetto, Brooks bocciò la storia di Pogue, estromettendolo dal progetto. Quindi ingaggiò temporaneamente Walon Green per revisionare la sceneggiatura ma, insoddisfatto del risultato, richiamò Pogue per chiedergli di scrivere un secondo trattamento.

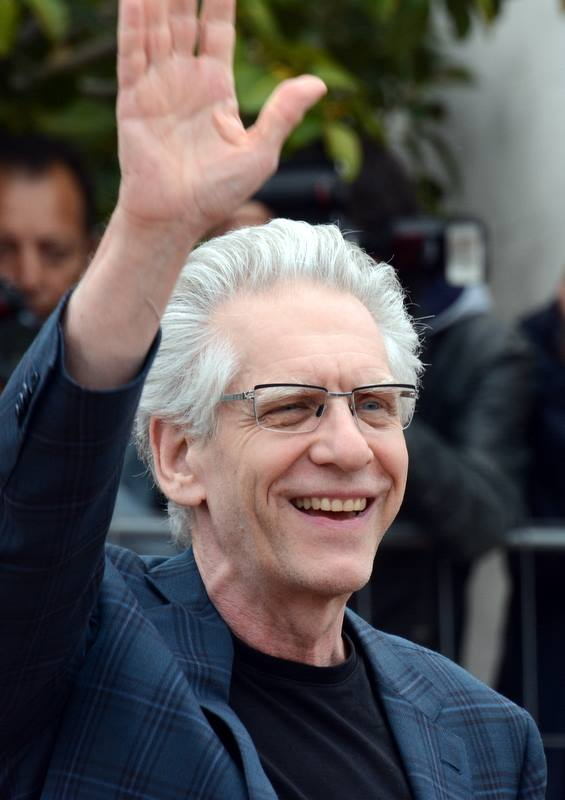
David Cronenberg, regista e sceneggiatore della pellicola.

Dopo aver inizialmente pensato a Tim Burton per dirigere il film, il produttore Scott Rudin consigliò a Cornfeld e Brooks di assumere David Cronenberg. Il regista canadese era però impegnato con Dino De Laurentiis nella produzione, poi miseramente naufragata, dell'adattamento di Total Recall. La scelta si spostò sul giovane regista inglese Robert Bierman, di cui Cornfeld e Brooks avevano apprezzato alcuni cortometraggi. Tuttavia, poco tempo dopo, una tragedia familiare sconvolse la produzione: la figlia di Bierman morì in un incidente d'auto in Sudafrica, e il regista dovette abbandonare il film, non essendo più in grado di lavorare.
Dopo tre mesi passati ad aspettare un’eventuale ripresa di Bierman, che fu poi liberato dai vincoli contrattuali, si tornò all'idea iniziale, Cronenberg, che nel frattempo aveva abbandonato il progetto di Atto di forza. Cronenberg chiese un cachet di 750 000 dollari. Brooks, Cornfeld e Fox, contrattaccarono con un'offerta di 1 milione di dollari, che sigillò l'accordo. Il regista impose il coinvolgimento di molti dei suoi storici collaboratori, tra cui l'editore Ronald Sanders, lo scenografo Carol Spier, il direttore della fotografia Mark Irwin e il compositore Howard Shore, ed il controllo sulla parte artistica della produzione, a partire dalla sceneggiatura. Il regista, infatti, decise subito di intervenire drasticamente sul trattamento di Pogue, modificando non solo i nomi dei protagonisti e la loro relazione, ma riscrivendo la quasi totalità del copione e alterando la trama. Sostituì la coppia felicemente sposata in due estranei che iniziano a conoscersi nel corso della pellicola, eliminò alcuni personaggi (come l'imprenditore DeWitt), e modificò la trasformazione dello scienziato. Nella versione di Pogue, infatti, lo scienziato diventava una mosca gigante, poiché le sue cellule umane venivano sostituite da quelle dell'insetto. Cronenberg, invece, decise saggiamente di far sì che nella sua versione l'uomo e la mosca fossero completamente integrati, due entità non separate ma mescolate, e che ciò provocasse nello scienziato una trasformazione graduale, lasciando pressoché intatti fino alla fine gli occhi e la bocca, e dunque l'intero potenziale espressivo del personaggio.
Cronenberg ribattezzò lo scienziato Seth Brundle e lo concepì dopo aver letto La doppia elica di James D. Watson, una fresca e divertente testimonianza personale sulla scoperta della molecola del DNA: il libro ispirò il regista a dipingere Brundle non come il genio visionario romanticizzato del copione di Pogue, ma come un pesce fuor d'acqua mosso verso la sua sorprendente scoperta della nausea per i viaggi e dalla reclusione virginale. Inoltre, contrariamente al film di Neumann e alla sceneggiatura di Pogue, il regista decise che Brundle non avrebbe dovuto distruggere la sua invenzione: «Tutti sanno che la scienza è pericolosa. L'automobile ha ucciso milioni di persone; tutto ciò che inventiamo uccide qualcuno, e noi lo accettiamo, dunque non c'è motivo per cui il film vada contro tale paradosso. Dopotutto, il ricercatore ha commesso un errore, ma la macchina funzionava. È sempre stata una romantica, scriteriata idea hollywoodiana che uno scienziato scelga di distruggere il lavoro della sua vita solo perché gli è capitato di commettere uno stupido errore».
Nonostante le differenze tra le due sceneggiature, Cronenberg chiese, ed ottenne, che Pogue venisse accreditato ufficialmente, in quanto riconosceva a quest'ultimo la grande intuizione di focalizzare la storia non tanto sugli accadimenti, ma sulla lenta e drammatica trasformazione del protagonista.

### Cast

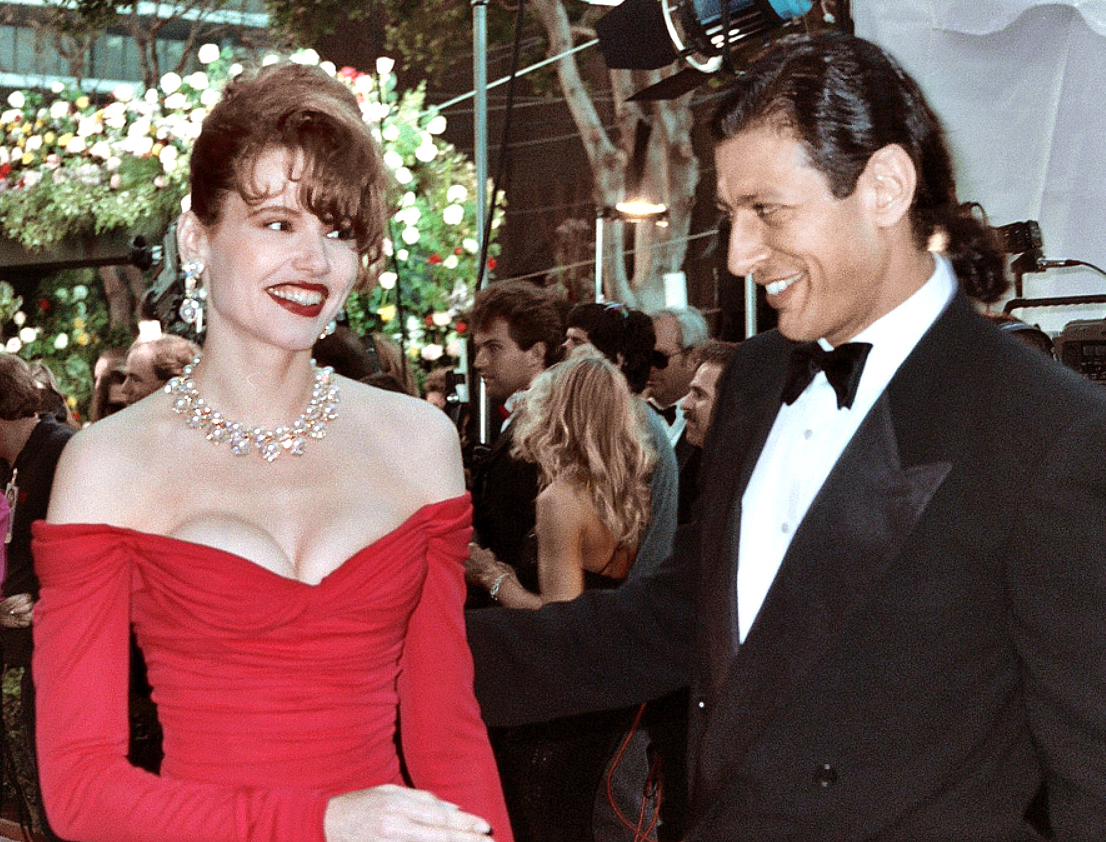
Gli attori principali del film: Geena Davis (a sinistra) e Jeff Goldblum (a destra).

La parte più difficile del casting fu la scelta dell'attore protagonista. Ricorda Chris Walas, creatore di effetti speciali del film: «Il casting è stato un grande problema. La ricerca del protagonista era la priorità numero uno, perché la sua trasformazione sarebbe stata la parte più difficile del lavoro, ma anche la cosa che avrebbe decretato il successo della pellicola senza scadere nel ridicolo». La Fox spinse per assumere un attore sulla cresta dell'onda per attirare un pubblico maggiore. Per la parte furono considerati Michael Keaton, Mel Gibson, che però rifiutarono, Willem Dafoe, Richard Dreyfuss e James Woods, mentre John Lithgow si presentò ai provini. Alla fine Cronenberg impose il semi-sconosciuto Jeff Goldblum, nonostante l'opposizione della Fox e le paure di Walas, il quale sentiva che il volto dell'attore sarebbe stato difficile da lavorare per il make-up degli effetti. Il regista, appoggiato da Stuart Cornfeld, portò tuttavia avanti questa sua scelta, fino a quando il presidente della Fox, Larry Gordon, diede il via libera.
Per il ruolo della protagonista femminile, Veronica Quaife, vennero considerate Jennifer Jason Leigh e Laura Dern, ma per Cronenberg la prima scelta era Linda Hamilton, reduce dal successo di Terminator. L'attrice, però, rimase scossa dal copione, in particolar modo dalla scena in cui Veronica sogna di partorire una larva, e alla fine rifiutò la parte. Goldblum suggerì allora di ingaggiare la sua fidanzata dell'epoca (che sposerà nel 1987), Geena Davis, ma il regista obiettò, poiché pensava non fosse saggio dirigere sul set una coppia anche nella vita reale. Nonostante lo scetticismo, Geena Davis, ottenuta l'opportunità di un'audizione, non solo riuscì a convincere il regista ma addirittura ricevette l'entusiastica approvazione dei produttori.
John Getz venne scelto per interpretare Stathis Borans. Durante la sua audizione, l'attore aveva una terribile emicrania ed aveva costantemente le dita sulla testa. Questa immagine piacque così tanto a Cronenberg che chiese a Getz di ripeterla in alcune scene de film. Per interpretare lo sfidante del braccio di ferro cui Brundle spezza l'arto, Cronenberg assunse George Chuvalo, un campione nazionale canadese di boxe che si è tra gli altri battuto anche con Muhammad Ali, e che non è mai andato al tappeto in tutta la sua carriera. Lo stesso Cronenberg, inoltre, prese parte al film in un piccolo ruolo, interpretando il ginecologo che in sogno aiuta Veronica ad abortire il mostro-larva.

### Riprese, design ed effetti speciali
Con un budget di 15 milioni di dollari, le riprese del film iniziarono il 1º dicembre 1985 e si conclusero il 28 febbraio 1986. In alcune scene è possibile intravedere alcuni edifici locali, come la CN Tower e il Kensington Market.
Il babbuino apparso nel film si chiamava Typhoon e creò un certo timore alla troupe, in quanto forte, veloce ed imprevedibile. Fortunatamente l'unico ad avere dimestichezza con lui era Goldblum, la cui stazza e muscolatura, aumentata sensibilmente per interpretare Seth Brundle, lo rendeva docile. Particolare attenzione richiesero le scene con Typhoon nelle tele-capsule, visto che, ogni volta che veniva posizionato nelle strutture, finiva per spaventarsi e sfondare la porta. Era dunque necessaria la presenza dell'addestratore del babbuino che, ad ogni ciak, era nascosto in un angolo, quanto bastava per tranquillizzare l'animale e non entrare nell'inquadratura. Le parti intime di Typhoon, in gran parte delle scene del film, furono "oscurate" con una bomboletta di colore spray per capelli, visto che l'animale era solito eccitarsi alla vista della segretaria di edizione, molto simile alla donna che lo aveva addestrato.
Per gli effetti speciali, e in particolar modo per creare la metamorfosi del protagonista, Cronenberg assunse Chris Walas, il quale vinse la concorrenza di molti horror design dell'epoca, come Rob Bottin, che aveva precedentemente realizzato La cosa. Cronenberg chiarì subito che la trasformazione di Brundle doveva essere molto diversa da quella de L'esperimento del dottor K.. L'idea del regista era che la mutazione del protagonista si sviluppasse come una malattia, con più di un riferimento alla dilagante paura per l'AIDS. «È una mia idea che forse alcune malattie, percepite come qualcosa che distrugge un sistema ben funzionante, in verità lo stiano trasformando in qualcosa di nuovo, ancora attivo ma con una finalità diversa. - spiegò all'uscita del film nelle sale Cronenberg - Provate a osservare il virus dell'AIDS dal suo punto di vista. Molto vitale, molto eccitato, se la sta passando bene. Il che è veramente un trionfo se sei un virus». Da qui l'idea di una sorta di invecchiamento precoce, con la perdita progressiva di capelli, unghie, orecchie, naso e così via fino alla trasformazione finale in un uomo-mosca dalle dimensioni enormi. «Il vantaggio - dichiarò Wallas - è che avevamo a disposizione circa un'ora per il processo di trasformazione mentre generalmente in un film si hanno a disposizione 2 o al massimo 4 minuti. In questo modo abbiamo potuto trasmettere la sensazione di una trasformazione graduale, credibile, che avviene giorno per giorno». Walas consultò libri sulle malattie deformanti e, prima di iniziare la creazione del make up, visionò più di settanta storyboard rappresentanti la trasformazione di Brundlemosca prima di scegliere quello realizzato da Stephen Dupuis.
La lunga esperienza di Walas, cresciuta con il manuale Fatti da solo il tuo mostro di Dick Smith alla mano e maturata attraverso la realizzazione di film come Pirana di Joe Dante e I predatori dell'arca perduta di Steven Spielberg, permisero la realizzazione della lunga e complessa sequenza della trasformazione finale. Divisa in sette momenti diversi, la trasformazione richiese a Goldblum la pazienza di sottostare a lunghissime sedute di make up anche della durata di dieci ore e di portare il trucco anche per venti ore al giorno. In una prima fase Dupuis lavorò con alcuni cosmetici di colore rosso, giallo e blu sulla pelle dell’attore per scolorirla e darne un aspetto emaciato. In una seconda furono applicate delle protesi plastiche al volto e alla schiena, mentre tutto il corpo fu rivestito da tubicini attraverso i quali veniva pompato con due siringhe il liquido denso e giallo che fuoriesce dalle unghie e dalla pelle. In un momento successivo il volto dell’attore venne coperto quasi interamente da una protesi che nascondeva del tutto i capelli, ormai scomparsi, e a cui furono attaccate due orecchie finte che, tirate da un meccanismo sotto cutaneo, cadevano mentre fuoriusciva il liquido della mosca. La scena della caduta dell'orecchio, quando Seth racconta a Veronica il motivo dietro alla sua mutazione, sconvolse Geena Davis e la sua reazione durante le riprese fu mantenuta anche nel film. Le mutazioni successive di Brundle furono realizzate grazie ad un utilizzo massiccio di protesi in lattice, che ricoprirono quasi completamente il corpo di Goldblum. Furono realizzate diverse protesi dentali (che finsero la perdita progressiva dei denti) e utilizzate anche delle lenti a contatto di colore nero lucido e con forma e dimensioni diverse per suggerire l’aspetto di un occhio più grande dell’altro. Nelle scene finali del film, quando Brundle trascina Veronica in una delle tele-capsule e si trasforma in Brundlemosca, Walas utilizzò dei pupazzi meccanici comandati da ben sei operatori, sistemi idraulici e cavi. L’ultimo processo di trasformazione, che consisteva nella fusione tra Brundle e le tele-capsule, fu molto complicato, poiché, come racconta Walas, «dovevamo riuscire a renderlo patetico e a trasmettere il suo dolore per la propria misera esistenza».
Per realizzare la saliva corrosiva dell'uomo mosca, Walas usò una miscela di miele, uova e latte. L'effetto per rendere lo scioglimento della mano di Stathis Borans venne creato da Walas sfruttando la stessa tecnica usata per lo scioglimento delle facce de I predatori dell'arca perduta. Venne innanzitutto realizzato il moncherino già sciolto, sopra il quale, con del gel modellabile, fu ricostruita la mano. L'effetto venne realizzato puntando sull'arto ricostruito un fon e alcune lampade e riprendendo la scena a minore velocità. Inizialmente le tele-capsule avevano la forma di cabine telefoniche o cabina doccia. In seguito Cronenberg le ridisegnò prendendo come riferimento il cilindro del motore della sua Ducati 450 Scrambler.

### Montaggio
Dalla versione definitiva della pellicola mancano diverse sequenze eliminate in fase di montaggio o addirittura tagliate dopo le prime proiezioni, come l'intervista a Brundle subito dopo gli esercizi alla sbarra (riciclata in La mosca 2, ma con dialoghi ed un doppiaggio diverso) e la famosa scena del babbuino-gatto. In essa si vede Brundle, ormai già in fase avanzata della sua metamorfosi, tentare di trovare un rimedio provando nuovamente un esperimento con le tele-capsule, servendosi di un babbuino e di un gatto. Gli animali vengono orribilmente fusi insieme diventando un ibrido che assale Brundle, il quale reagisce uccidendo la creatura a colpi di sbarra di ferro. Subito dopo, lo scienziato scala l'esterno dell'edificio e, una volta arrivato sul tetto, cominciava a sentire una fitta al costato, finendo per scivolare e cadere su una tettoia sottostante. In preda a forti dolori, Brundle assiste inorridito alla fuoriuscita dal costato di una zampa di mosca, che prontamente stacca a furia di morsi.
Malgrado tale sequenza intendesse rappresentare il graduale abbrutimento e pervertimento del raziocinio scientifico del protagonista, buona parte del pubblico della proiezione di prova si sentì male (una donna addirittura vomitò). Altri interpretarono la scena come una crudeltà gratuita di Brundle verso gli animali (e soprattutto nei confronti del babbuino felicemente sopravvissuto al teletrasporto precedente), per cui Cronenberg decise di sopprimerla. Secondo il produttore Cornfeld il pubblico aveva ritenuto che non vi potesse essere più empatia per il personaggio di Seth e quindi non si sarebbe più sentito coinvolto dalle sue situazioni nel resto del film. Nelle parole di Cornfeld: «Se si picchia un animale a morte, anche una scimmia-gatto, il pubblico non sarà più interessato ai vostri problemi».
Dopo la scena in cui Brundle si strappava la zampa di mosca era prevista un'altra sequenza, che però non venne filmata, in cui il protagonista, sorpreso da una donna a cibarsi di immondizia in un cassonetto, finiva per aggredirla, immobilizzarla e, dopo averle vomitato in faccia la sua saliva corrosiva, divorarla.
Per il film furono girati quattro finali differenti, tutti scartati perché ritenuti deboli o addirittura controproducenti. Il finale inserito nella proiezione di prova è quello in cui Veronica, a letto con Stathis, si sveglia dopo aver sognato di dare alla luce il figlio di Brundle. Stathis la rassicura dicendole che il figlio in realtà sarà il loro. Riaddormentatasi, Veronica sogna, sorridendo, un bimbo con le ali da farfalla che esce fuori da un bozzolo e vola verso un varco luminoso. Le altre tre versioni differiscono per alcuni dettagli relativi all'essere o meno incinta di Veronica, ma tutte mostrano il sogno del bimbo con le ali da farfalla. Cronenberg decise alla fine di chiudere il film dopo la pietosa fine di Brundle, avendo capito che al pubblico, in fondo anche a lui, non interessava granché conoscere il destino dei due sopravvissuti.

## Colonna sonora
La colonna sonora di Howard Shore fu registrata al London Philharmonic Orchestra.
La canzone di sottofondo che si ascolta nella scena del bar, quando Brundle spezza un braccio ad un uomo durante una sfida a braccio di ferro, si intitola Help me e fu realizzata da Bryan Ferry. Originariamente avrebbe dovuto essere usata per i titoli di coda, ma pur apprezzandola Cronenberg, peraltro d'accordo con i produttori che l'avevano commissionata, decise di farne a meno, ritenendola inappropriata. La canzone non compare nella colonna sonora originale, ma venne comunque pubblicata con i riferimenti al film.

## Promozione

### Tagline
La frase «Abbiate paura. Molta paura» («Be afraid, be very afraid») intimata da Veronica a Tawny (la ragazza che Brundle seduce nel bar) venne suggerita a Cronenberg da Mel Brooks durante le prove. La frase venne usata come tagline del film, riscuotendo un grandissimo successo.

## Distribuzione

### Date di uscita
Il film fu presentato all'Uptown Theatre di Toronto ad un pubblico di prova. Le date di uscita cinematografiche internazionali del film, invece, furono:
- Stati Uniti: 15 agosto 1986
- Hong Kong: 9 ottobre 1986
- Argentina: 16 ottobre 1986
- Francia: gennaio 1987
- Giappone: gennaio 1987
- Australia: 8 gennaio 1987
- Italia: 8 gennaio 1987
- Germania dell'Est: 8 gennaio 1987
- Paesi Bassi: 15 gennaio 1987
- Finlandia: 16 gennaio 1987
- Svezia: 16 gennaio 1987
- Francia: 21 gennaio 1987
- Danimarca: 30 gennaio 1987
- Portogallo: 6 febbraio 1987
- Spagna: 9 febbraio 1987
- Regno Unito: 13 febbraio 1987
- Colombia: 5 marzo 1987
- Irlanda: 3 aprile 1987
- Brasile: 16 aprile 1987
- Norvegia: 21 maggio 1987
- Messico: 22 maggio 1987
- Perù: 18 giugno 1987
- Uruguay: 18 settembre 1987
- Corea del Sud: 13 agosto 1988
- Turchia: dicembre 1988
- Ungheria: 24 agosto 1989

## Accoglienza

### Incassi
Nonostante sia un cruento remake di un classico realizzato da un controverso regista non mainstream, il film è stato un successo commerciale, il più grande della carriera di Cronenberg.
Distribuito il 15 agosto 1986 in 1200 sale cinematografiche, è rimasto in vetta al box office nordamericano per due settimane, guadagnando $ 40.456.565 al botteghino. L'incasso totale è stato di 60.629.159 dollari.

### Critica
La mosca è stato acclamato dalla critica cinematografica, e la maggior parte degli elogi è andata alla performance di Goldblum e agli effetti speciali. Il pubblico ha reagito fortemente agli effetti visivi della creatura e alla tragica storia d'amore e il film ha ricevuto molta attenzione al momento della sua uscita.
Detiene un punteggio di approvazione del 93% su Rotten Tomatoes sulla base di 71 recensioni, con una valutazione media di 8,30/10. Il consenso critico del sito web recita: "David Cronenberg combina la sua caratteristica affinità per il sangue e l'orrore con personaggi fortemente sviluppati, rendendo La mosca una tragedia sorprendentemente toccante". Ha un punteggio di gradimento di 79/100 su Metacritic in base alle recensioni di 11 critici, indicando "recensioni generalmente favorevoli".
Nel 2005 i critici cinematografici della rivista Time Richard Corliss e Richard Schickel hanno incluso La mosca nella loro lista dei 100 migliori film di tutti i tempi. Time in seguito lo nominò uno dei 25 migliori film horror. La Chicago Film Critics Association lo ha nominato il 32° film più spaventoso mai realizzato. Il critico cinematografico Gene Siskel lo ha nominato il decimo miglior film del 1986. In Italia, Francesca Bea su Sentieri Selvaggi elogia la pellicola scrivendo che "Cronenberg disegna un mondo di una cupezza assoluta, dove è proprio ciò che ci rende umani, la passionalità e i nostri universi sentimentali, a consegnarci al destino tragico della carne". 
Fin dall'uscita nei cinema de La mosca, diversi critici definirono la trasformazione di Brundle come una metafora dell'AIDS, malattia che nel 1986 imperversava negli Stati Uniti d'America e non solo. In merito a questo paragone, Cronenberg dichiarò: «Sono affascinato dai temi del corpo e delle sue trasformazioni, ma non credo che siano legati alla "sindrome da AIDS" più che a un motivo centrale per il cinema horror: la morte vista come un evento fisico, che porta a meditare sull'esistenza del corpo. È il corpo il vero protagonista del genere».

## Riconoscimenti
La mosca ha avuto diverse vittorie e candidature.
- 1987 - Premio Oscar
  - Miglior trucco a Chris Walas e Stephan Dupuis
- 1988 - Premio BAFTA
  - Candidatura per il miglior trucco e acconciatura a Chris Walas e Stephan Dupuis
  - Candidatura per i migliori effetti speciali a Chris Walas, Jon Berg, Louis Craig e Hoyt Yeatman
- 1987 - Saturn Award
  - Miglior film horror
  - Miglior attore a Jeff Goldblum
  - Miglior trucco a Chris Walas
  - Candidatura per la miglior attrice a Geena Davis
  - Candidatura per la miglior regia a David Cronenberg
  - Candidatura per la miglior colonna sonora a Howard Shore
- 1987 - Festival internazionale del film fantastico di Avoriaz
  - Premio Speciale della Giuria a David Cronenberg
- 1987 - International Fantasy Film Award
  - Candidatura per il miglior film
- 1987 - Premio Hugo
  - Candidatura per la miglior rappresentazione drammatica a David Cronenberg, Charles Edward Pogue e George Langelaan
- 1986 - National Board of Review Award
  - Migliori dieci film
- 1987 - National Society of Film Critics Award
  - Candidatura per il miglior attore a Jeff Goldblum
- 1986 - New York Film Critics Circle Award
  - Candidatura per il miglior attore protagonista a Jeff Goldblum

Molti appassionati della pellicola rimasero delusi quando scoprirono che Jeff Goldblum non aveva ricevuto una nomination per il miglior attore protagonista ai Premi Oscar 1987. Il critico cinematografico Gene Siskel disse che la mancata nomination era dovuta allo scarso entusiasmo dell'Academy per i film horror.

## Riferimenti
Nel film comico Getting any? di Takeshi Kitano, il protagonista Asao si trasforma in maniera parodistica in uomo-mosca secondo la stessa dinamica.

## Sequel

### La mosca 2
Dopo l'uscita del film di Cronenberg, lo scrittore Tim Lucas stese un abbozzo di sceneggiatura per un possibile sequel. La sua storia prevedeva il ritorno di Geena Davis nel ruolo di Veronica Quaife. La donna doveva investigare sugli affari della Bartok Company e finiva per scoprire una sconcertante verità: la coscienza di Seth Brundle era sopravvissuta all'interno del computer delle tele-capsule, con cui lo stesso scienziato si era fuso erroneamente alla fine del primo film. Brundle riusciva a comunicare con Veronica tramite i computer e a vendicarsi degli scienziati della Bartok Company, per poi riacquistare sembianze umane grazie ad un processo di clonazione. Cronenberg approvò la sceneggiatura, mentre Geena Davis si disse disposta a ritornare nel sequel. La sceneggiatura, tuttavia, venne scartata, e dopo alcuni anni, la Brooksfilm finanziò La mosca 2, diretto da Chris Walas (il truccatore del film di Cronenberg) ed incentrato sul figlio mutante di Brundle, Martin.

### Progetti per un nuovo film
Negli anni 1990, a Geena Davis venne proposto un sequel alternativo diretto dall'allora marito Renny Harlin, intitolato Flies (Mosche), in cui Veronica non muore di parto, e dà invece alla luce due gemelli. Nel 2011, Cronenberg dichiarò di aver realizzato una sceneggiatura di un sequel alla 20th Century Fox, ma che quest'ultima aveva abbandonato il progetto per divergenze di budget.
Nel 2017 è stato rivelato che il regista J. D. Dillard era in trattative per dirigere il remake.